# علی یونسی (سیاستمدار)
علی یونسی (زاده‌شده به نام مهرعلی یونسی؛ ۳ فروردین ۱۳۳۴) سیاستمدار اصلاح‌طلب ایرانی است. یونسی در محافل امنیتی معروف با نام مستعار علی ادریسی شناخته می‌شود. وی دستیار سابق رئیس‌جمهور ایران در امور اقوام و اقلیت‌های دینی و مذهبی و همچنین چهارمین وزیر اطلاعات جمهوری اسلامی ایران پس از استعفای اجباری دری نجف آبادی در دولت خاتمی و رئیس سازمان قضایی نیروهای مسلح بوده است.

## زندگی شخصی
حسن، پسر یونسی، وکیل است و در سال ۱۳۹۰ به جرم شرکت در تظاهرات اعتراضی ۲۵ بهمن ۱۳۸۹ به یک سال حبس محکوم شد. او از وکلای نوید افکاری بود. زینب، دختر یونسی، مترجم کتب روسی و برنده جایزه ابوالحسن نجفی و همسر مهدی سنایی، نماینده و سفیر سابق است.
مجتبی ذوالنور، جانشین نماینده ولی فقیه در سپاه پاسداران انقلاب اسلامی» مدعی شد که همسر حمید باکری به «همسری دوم علی یونسی، چهارمین «وزیر اطلاعات جمهوری اسلامی ایران» درآمده است که این ادعا از سوی خانواده باکری تکذیب شد.

## ریاست شعبه دادگاه نظامی
در پاییز و زمستان ۱۳۶۲، که بیش از یک صد نفر از اعضای شبکه مخفی و نظامی حزب توده در هشت گروه جداگانه در دو شعبه دادگاه نظامی به ریاست محمد محمدی ری‌شهری و علی یونسی با نام مستعار «ادریسی» محاکمه شدند، یونسی در مقام ریاست یکی از شعب دادگاه نظامی، اعضای شبکه مخفی و نظامی حزب توده ایران و اعضای سازمان فداییان، شاخه اکثریت را محاکمه و برخی از جمله بیژن کبیری فرمانده نیروهای هوابرد (کلاه‌سبزها)، و هوشنگ عطاریان از فرماندهان عالی‌رتبه جنگ و مشاور وزیر دفاع را به جوخه اعدام سپرد.

## وزارت اطلاعات
استعفای دری نجف آبادی پس از آن صورت گرفت که کمیته تحقیق محمد خاتمی دست داشتن عوامل بلندپایه وزارت اطلاعات (تا حد مشاور وزیر) در قتل‌های زنجیره‌ای را تأیید کرد. گرچه به گفتهٔ روزنامه‌های اصلاح‌طلب قتل روشنفکران و مخالفان سیاسی از آغازین روزهای دولت هاشمی رفسنجانی و با قتل دکتر سامی (وزیر بهداشت دولت موقت مهدی بازرگان) و سعیدی سیرجانی (نویسنده) شروع شد. وی رئیس سازمان قضایی نیروهای مسلح و رئیس کمیته تحقیق محمد خاتمی پیرامون قتل‌های زنجیره‌ای بود. در شرایطی که ۴ ماه از رخداد قتل‌های زنجیره‌ای گذشته بود و کشور در تب و تاب انتخابات ریاست دور اول شوراها بود، سید محمد خاتمی، یونسی را به مجلس پنجم معرفی کرد. وی در مجلس برخی از برنامه‌های خود را به شرح ذیل اعلام کرد:
- تلاش برای جذب مخالفان و تبدیل دشمنان به مخالفان.
- حفظ بیطرفی در منازعات سیاسی (اشاره‌ای داشت به موضع‌گیری علی فلاحیان وزیر اطلاعات دولت هاشمی رفسنجانی علیه محمد خاتمی پیش از برگزاری انتخابات دوم خرداد ۱۳۷۶)[۲۰]

## دستیار ویژه رئیس‌جمهور در امور اقوام و اقلیت‌های دینی و مذهبی
علی یونسی، در ۹ مهر ۱۳۹۲ طی حکمی از سوی حسن روحانی، رئیس‌جمهور ایران، به عنوان دستیار ویژه رئیس‌جمهور در امور اقوام و اقلیت‌های دینی و مذهبی منصوب شد. پیش از این دستیار ویژه رئیس‌جمهور در امور اهل سنت به مسائل اقلیت‌ها رسیدگی می‌کرد. او تا آذر سال ۱۳۹۷ و ابلاغ قانون منع به‌کارگیری بازنشستگان در این سمت بود.

## دیدگاه‌ها

### تجلیل از نماد شیر و خورشید
در ۱۴ اردیبهشت ۱۳۹۳، علی یونسی، دستیار ویژه رئیس‌جمهور در امور اقوام و اقلیت‌ها، در پایان سفر دو روزه‌اش به شیراز اظهارات جنجالی بیان داشت که با واکنش‌های مثبت و منفی فراوانی در داخل مواجه شد. او گفت: «پرچم سه‌رنگ ایران سابقه بسیار قدیمی دارد. این یک نماد ملی است. عده‌ای خیال می‌کردند نماد شیر و خورشید در میان پرچم ایران یک نماد سلطنتی است اما این‌گونه نیست. شیر نماد حضرت علی (ع) و خورشید نماد حضرت محمد (ص) است و تنها تاجش مربوط به شاه بود. اگر به من باشد، هلال احمر را تغییر می‌دهم و شیر و خورشید را جایگزین آن می‌کنم؛ البته برای هلال احمر هم احترام قائلم.»

### اظهارات جنجالی در رابطه با عراق
در اسفند ۹۳، علی یونسی در اظهاراتی جنجالی راجع به عراق گفت: «در حال حاضر عراق نه فقط حوزه تمدنی و تحت نفوذ ماست، بلکه هویت، فرهنگ، مرکز و پایتخت ماست و این مسئله هم برای امروز است و هم گذشته. چرا که جغرافیای ایران و عراق غیرقابل تجزیه است و فرهنگ ما غیرقابل تفکیک است. پس ما یا باید با هم بجنگیم یا یکی شویم.» این سخنان با عکس العمل‌های بسیاری روبرو شد و در حالیکه خبرگزاری‌ها از احضار علی یونسی به دادگاه ویژه روحانیت خبر داده بودند، معاون وی این قضیه را تکذیب کرد. در نهایت احضار و صدور قرار برای یونسی از سوی محمد موحد دادستان دادگاه ویژه روحانیت تأیید شد.

### پیام به مناسبت تولد زرتشت
وی در ۶ فروردین ۱۳۹۹ ضمن تبریک تولد زرتشت بیان کرد «حضرت زرتشت، پیامبر ایرانیان زرتشتی، پیام آور یکتاپرستی در ایران و جهان بود که همگان را به پرستش اهورامزدا؛ پروردگارِ دانایِ بزرگِ هستی‌بخش، دعوت کرد. برای ما ایرانیان مایه مباهات است که ایران مهد یکتاپرستی در جهان است و ایرانیان کهن‌ترین مردم یکتاپرست دنیا هستند.» وی در ادامه بر تأکید آموزه‌های زرتشت به حفظ «میراث فرهنگی و آیین‌ها و جشن‌های ایرانی» همچون «نوروز، مهرگان و سده» اشاره کرد و از ثبت ششم فروردین به عنوان «روز زرتشت» در تقویم رسمی کشور قدردانی نمود. وی در سال ۱۳۹۶ هم گفته بود که «زرتشتیان اصل و اساس ملت ایران بودند».